# RenderWare
RenderWare — ігровий рушій, розроблений британською компанією Criterion Games. Перша версія була випущена в 1996 році, з тих пір рушій активно допрацьовується і розвивається.
Спочатку технологія RenderWare розроблялася з прицілом на кросплатформеність і підтримує операційні системи Microsoft Windows і Mac OS X, ігрові консолі GameCube, Wii, Xbox, Xbox 360, PlayStation 2, PlayStation 3 і PlayStation Portable, а також мобільну платформу N-Gage.
RenderWare є однією з найвідоміших технологій у галузі розробки комп'ютерних ігор; рушій був використаний у таких іграх як серія Burnout, Grand Theft Auto з III до San Andreas, Tony Hawk's Pro Skater, The Sims 3.
RenderWare, випущений у 1993 році, — це 3D API та механізм візуалізації графіки, який використовується у відеоіграх, активних світах і деяких браузерах VRML. RenderWare було розроблено компанією Criterion Software Limited, яка тоді була дочірньою компанією Canon. Вона виникла в еру програмного рендерингу на центральних процесорах до появи графічних процесорів, конкуруючи з іншими бібліотеками, такими як BRender від Argonaut Games і Reality Lab від RenderMorphics (остання була придбана Microsoft і стала Direct3D). Renderware 4 було представлено на GDC 2004.